# Simon Fisher-Becker
Simon Fisher-Becker, né le 25 novembre 1961 à Londres (Angleterre) où il meurt le 9 mars 2025, est un acteur britannique.

## Biographie
Simon Fisher-Becker naît le 25 novembre 1961 à Ruislip[réf. nécessaire], Middlesex, en Angleterre, au Royaume-Uni. Il débute au cinéma en 1990.
Ses rôles les plus notables incluent Tony Fazackerley dans Puppy Love pour la BBC, Le Moine Gras dans le film Harry Potter à l'école des sorciers et Dorium Maldovar dans les saisons 5 et 6 de Doctor Who.
Simon Fisher-Becker meurt à Londres le 9 mars 2025, à l'âge de 63 ans.

## Filmographie

### Cinéma
- 1990 : Arriverderci Millwall : le directeur du magasin
- 1990 : Arrivederci Roma : le directeur du magasin
- 1994 : Beg! : Dr Farth
- 1999 : Sweet Thing : Klaus
- 2001 : Harry Potter à l'école des sorciers : le Moine Gras
- 2008 : The Tale of the Three Spaptors : le pompiste
- 2012 : Chakan the Forever Man : Ethan Scott
- 2012 : Rise of the Euphonious Angel : Dante Harper
- 2012 : Les Misérables
- 2013 : The Zombie Glitch : Henry
- 2015 : Pundemic : le reclus
- 2016 : Tale of a Timelord : Dorium Maldovar
- 2017 : Carnage: Swallowing the Past : Kevin
- 2017 : Coveted Desires : le père de Keith
- 2019 : A Perfect 10 : Clive
- 2020 : The Great Director : Alfred Hitchcock
- 2020 : Indie Film : Steve

### Télévision
- 1992 : An Ungentlemanly Act : un prisonnier
- 1993 : Hale and Pace : le joueur de rugby (1 épisode)
- 1993 : One Foot in the Grave : le magicien (1 épisode)
- 1994 : 99-1 : le colonel (1 épisode)
- 2001-2019 : Doctors : David Dean et Cyril Wilson (2 épisodes)
- 2005 : Love Soup : Horatio (1 épisode)
- 2006 : Afterlife : le conducteur du mini-taxi (1 épisode)
- 2010-2011 : Doctor Who : Dorium Maldovar (3 épisodes)
- 2012 : Getting On : Stephen Ferris (1 épisode)
- 2013 : 3some : Roger (2 épisodes)
- 2013 : Vicious : le petit-ami de Violet (1 épisode)
- 2013-2018 : Waterside : Dante Harper (16 épisodes)
- 2014 : Doctor Who Online Adventures : Général Nylan (2 épisodes)
- 2014 : Puppy Love (en) : Tony (6 épisodes)
- 2018 : The Detective : Colin Rodgers (1 épisode)
- 2018 : Doctor Who: Solo : M. Hawthorne (1 épisode)
- 2020 : Humber City: The Rising Tide : Arthur Boyd